# امیر حاجیلو
امیر حاجیلو (فسا)، روستایی از توابع بخش ششده و قره‌بلاغ شهرستان فسا در استان فارس ایران است.

## جمعیت
این روستا در دهستان قره‌بلاغ قرار دارد و بر اساس سرشماری مرکز آمار ایران در سال ۱۳۸۵، جمعیت آن ۳٬۶۲۳ نفر (۱۰۹۹خانوار) بوده‌است.
بزرگترین هیئت عزاداری روستایی کشور هر سال در روز عاشورا در این روستا با همکاری تمامی هیئت‌های مذهبی توسط جوانان با شکوه و عظمت برگزار میشود.

## رتبه در استان
روستای امیرحاجیلو با جمعیت ۳،۶۲۳ تن طبق سرشماری عمومی نفوس و مسکن سال ۹۵ از ۲۷ شهر استان فارس جمعیت بیشتری دارد .
- منبع: فهرست شهرهای استان فارس

| ردیف | نام شهر     | نام شهرستان  | تاریخ تاسیس شهرداری | جمعیت (۱۳۹۵) |
| ---- | ----------- | ------------ | ------------------- | ------------ |
| ۱    | رحمت‌آباد    | زرقان        | ۱۴۰۰                | ۳،۴۰۲        |
| ۲    | خواجه جمالی | بختگان       | ۱۴۰۲                | ۳،۳۹۴        |
| ۳    | کوهنجان     | سروستان      | ۱۳۸۹                | ۳،۲۸۱        |
| ۴    | خوزی        | مُهر          | ۱۳۹۱                | ۳،۲۴۵        |
| ۵    | کوپن        | رستم         | ۱۳۹۱                | ۳،۲۳۷        |
| ۶    | اهل         | لامرد        | ۱۳۷۵                | ۳،۱۷۹        |
| ۷    | حسامی       | سرچهان       | ۱۳۸۹                | ۳،۱۳۱        |
| ۸    | سورمق       | آباده        | ۱۳۸۴                | ۳،۰۵۰        |
| ۹    | اسیر        | مُهر          | ۱۳۸۹                | ۳،۰۴۲        |
| ۱۰   | خانمین      | مرودشت       | ۱۳۹۱                | ۳،۰۲۰        |
| ۱۱   | دوبرجی      | داراب        | ۱۳۸۸                | ۲،۹۰۷        |
| ۱۲   | قطرویه      | نی‌ریز        | ۱۳۸۸                | ۲،۸۹۵        |
| ۱۳   | نودان       | کوه‌چنار      | ۱۳۷۹                | ۲،۸۹۲        |
| ۱۴   | کوره        | اوز          | ۱۴۰۰                | ۲،۷۰۶        |
| ۱۵   | افزر        | قیر و کارزین | ۱۳۸۴                | ۲،۶۵۷        |
| ۱۶   | رامجرد      | مرودشت       | ۱۳۸۸                | ۲،۵۵۰        |
| ۱۷   | نوبندگان    | فسا          | ۱۳۸۴                | ۲،۴۱۰        |
| ۱۸   | چاه ورز     | لامرد        | ۱۳۹۷                | ۲،۳۹۱        |
| ۱۹   | حسن آباد    | اقلید        | ۱۳۸۸                | ۲،۰۴۵        |
| ۲۰   | توجردی      | سرچهان       | ۱۴۰۱                | ۲،۰۲۱        |
| ۲۱   | سلطان‌شهر    | خرامه        | ۱۳۹۱                | ۱،۹۲۸        |
| ۲۲   | مادرسلیمان  | پاسارگاد     | ۱۳۹۱                | ۱،۵۴۶        |
| ۲۳   | بابامنیر    | ممسنی        | ۱۳۹۱                | ۱،۳۷۹        |
| ۲۴   | تم شولی     | بختگان       | ۱،۴۰۲               | ۱،۳۶۲        |
| ۲۵   | دوزه        | جهرم         | ۱۳۸۹                | ۱،۳۴۸        |
| ۲۶   | باغ صفا     | سرچهان       | ۱۴۰۲                | ۹۰۸          |
| ۲۷   | محمله       | خنج          | ۱۳۹۸                | ۶۱۲          |